# Бескозырка

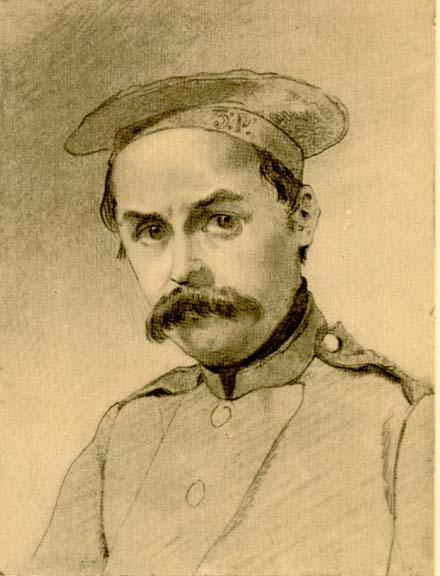
Тарас Шевченко, украинский поэт, национальный герой Украины.

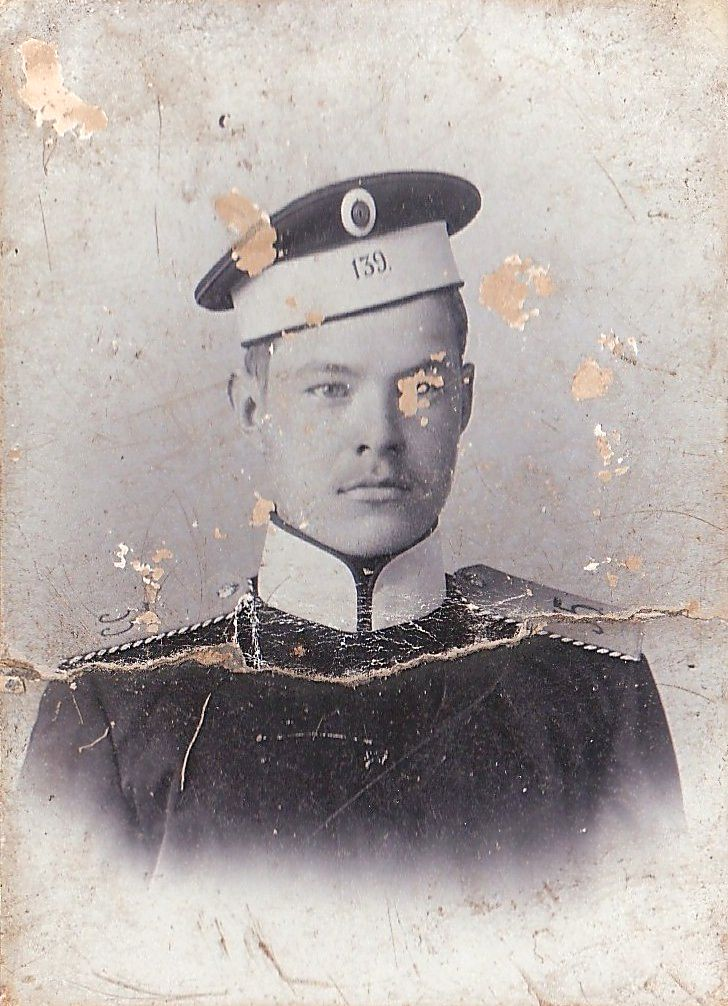
Моршанец, фотография начала XX века.

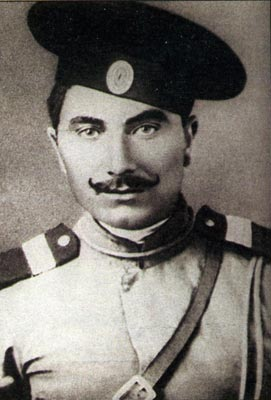
С. М. Будённый в бескозырке, во время службы в Русской армии.

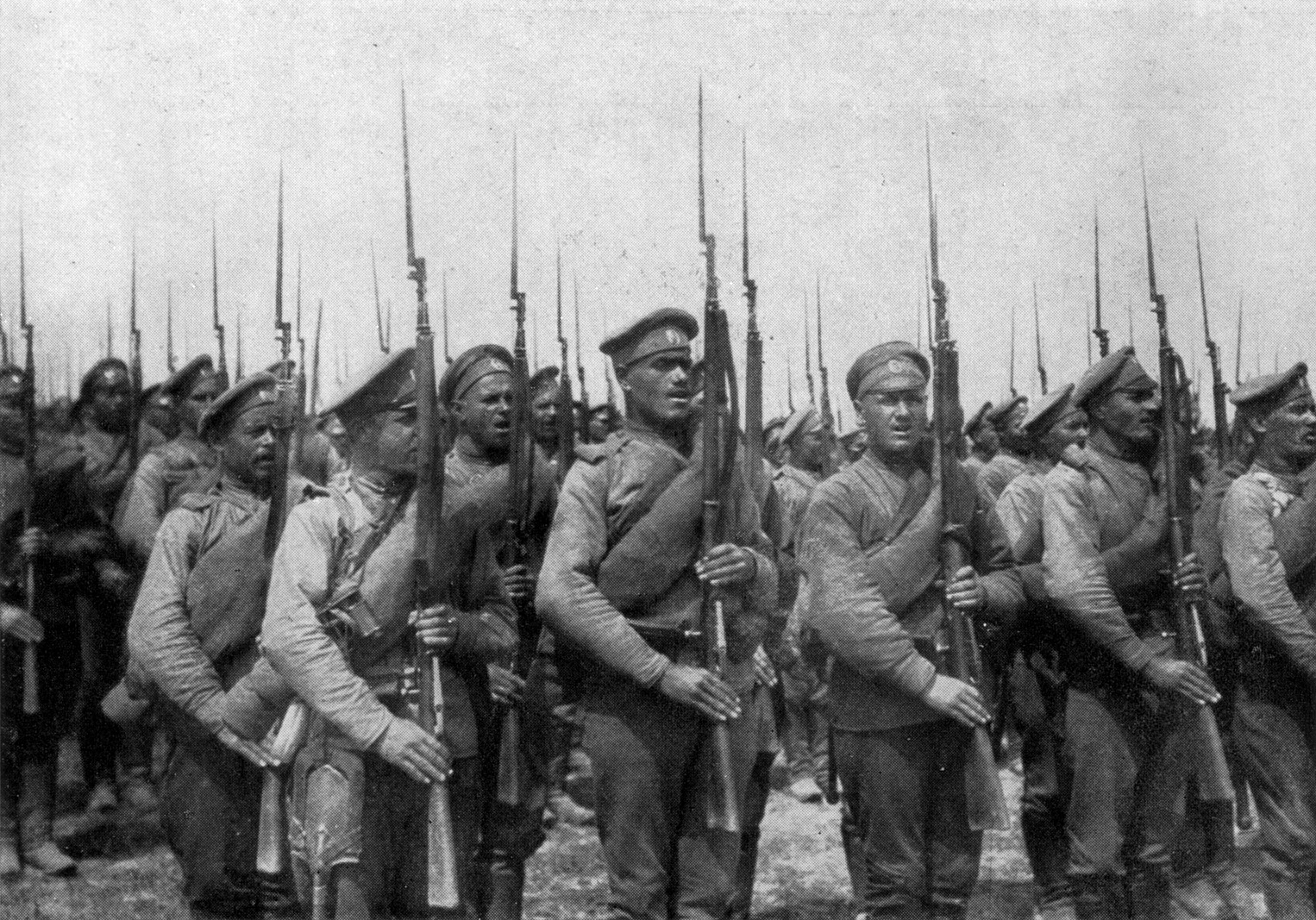
Русская пехота в строю, на переднем плане солдаты второго ряда в бескозырках

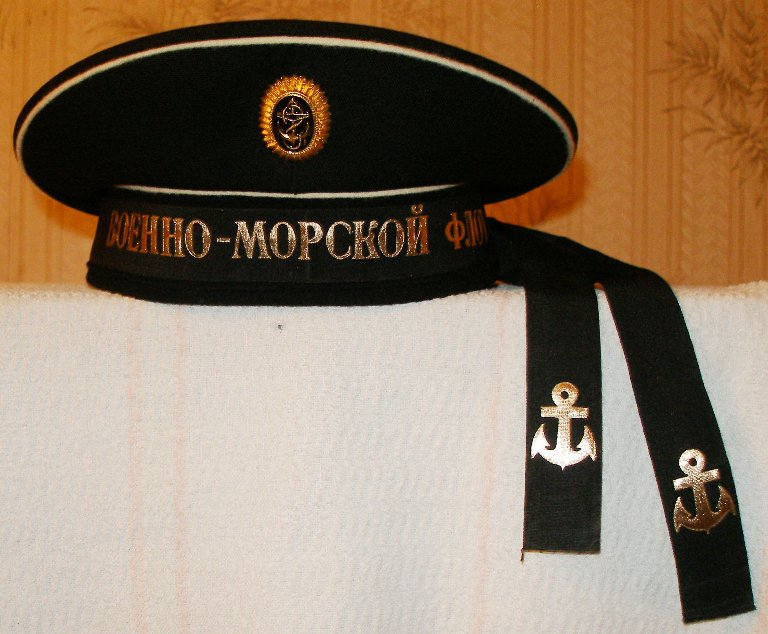
Чёрная бескозырка матросов и старшин Военно-морского флота Российской Федерации

Бескозы́рка,  фуражка-бескозырка, фуражка — форменная фуражка без козырька.

## История
Прототипом бескозырки в ВС России была фуражная шапка — форменный головной убор у фуражиров в русских гвардии и армии, которая с небольшим видоизменением была введена в качестве форменного головного убора для матросов русского флота. Эта фуражка отличалась от современной бескозырки отсутствием ленты, тёмно-зелёным цветом и крупными пробивными номерами флотских экипажей на околышах.

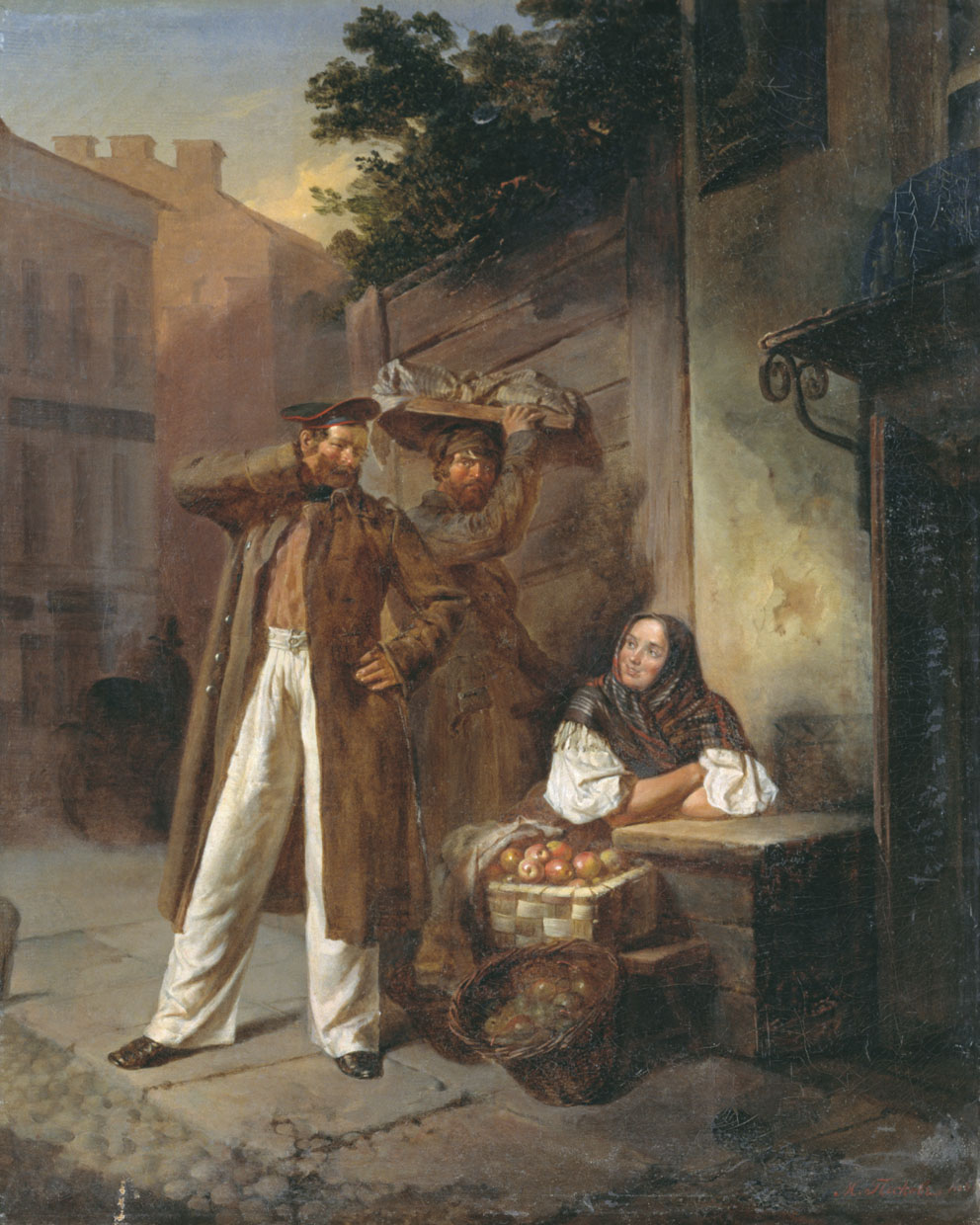
Кавалер. Художник М. И. Песков, 1861
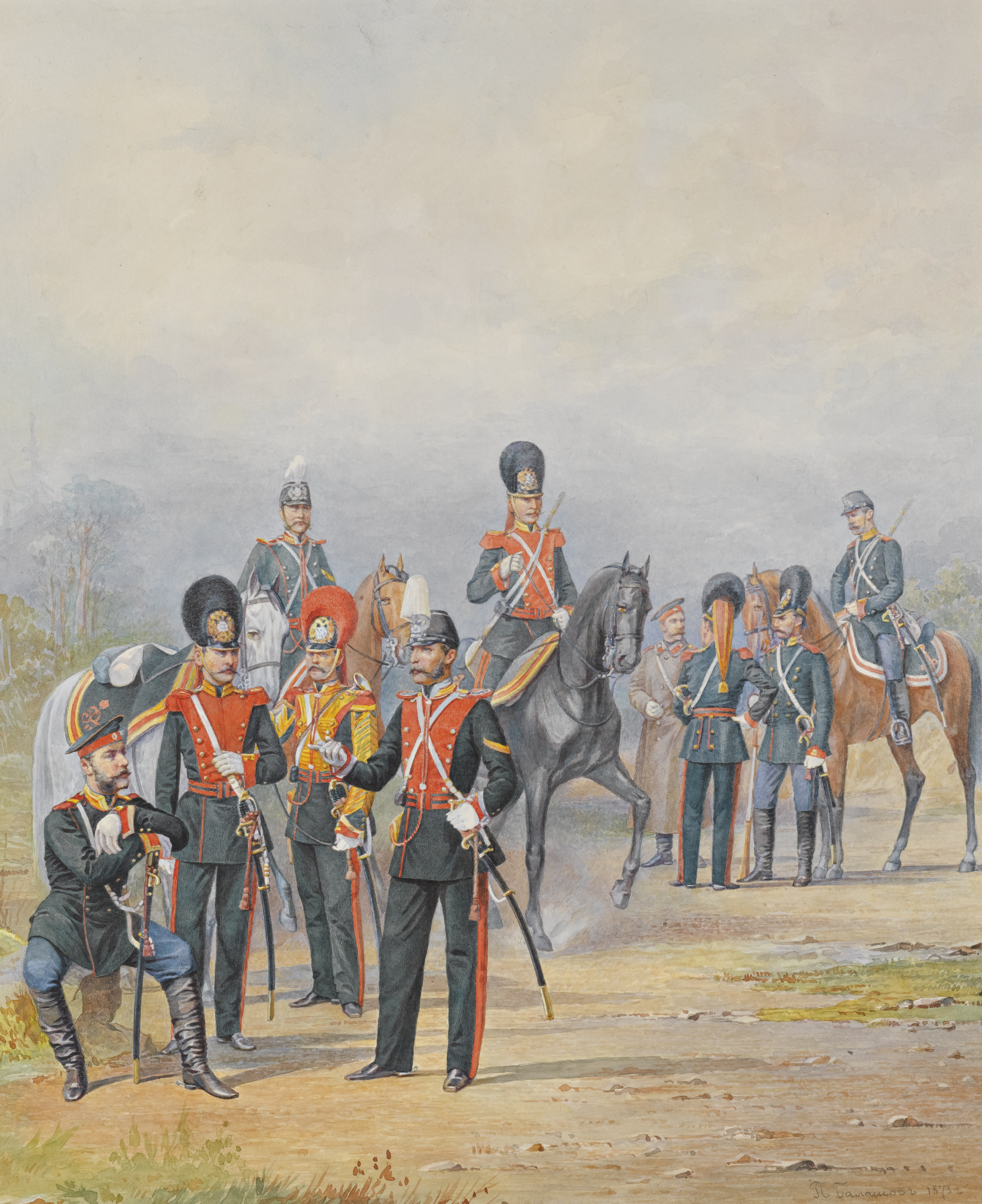
Офицеры и солдаты лейб-гвардии драгунского полка. Художник П. И. Балашов, 1873

В ноябре 1811 года бескозырка была введена в Русских гвардии, армии и на флоте как повседневный головной убор во всех частях гвардии, армии и флота.
С середины XIX века на бескозырках стали делать белые выпушки — узкие белые канты — деталь, сохранившаяся и на современных бескозырках.
Первые ленты в русском флоте появились на клеёнчатых шляпах матросов в 1857 году и не позднее 1872 года на фуражках. До той поры на околышах матросских фуражек ставились лишь прорезные буквы и цифры, которые закрашивались или подкладывались жёлтым сукном. В 70-х годах XIX в. на русском флоте вводится чёрная бескозырка с лентой, на которой наносилось наименование флотского экипажа и корабля. Точный размер, форма букв на лентах, как и сами ленты, были утверждены для всего рядового состава русского флота 19 августа 1874 года. В советском флоте шрифт на краснофлотских лентах был утвержден в 1923 году.
Особой лентой к фуражкам советских моряков рядового состава является лента гвардейских кораблей, утверждённая вместе с гвардейским знаком в 1942 году. Лента гвардейских кораблей имеет расцветку ленты ордена Славы из чередующихся полос оранжевого и чёрного цвета, что соответствует цветам георгиевской ленты (существует указание 1769 года, где сказано, что цвета даны: оранжевый — цвет пламени и чёрный — цвет порохового дыма).
Кроме того, лента служила для удерживания в ветреную погоду бескозырки на голове — концы ленты обвязывались вокруг шеи или же ленты зажимали зубами. Длина ленты была больше, чем у современных бескозырок, и составляла около 160 см.
В России и Союзе ССР на флоте носили бескозырки с чёрным и белым верхом. Чёрные бескозырки носятся в холодный сезон, с белым верхом — летом. Так как белый верх очень маркий, то его стали делать в виде легкосъёмного чехла (аналогичную конструкцию имеют белые военно-морские фуражки), который можно быстро снять и постирать.

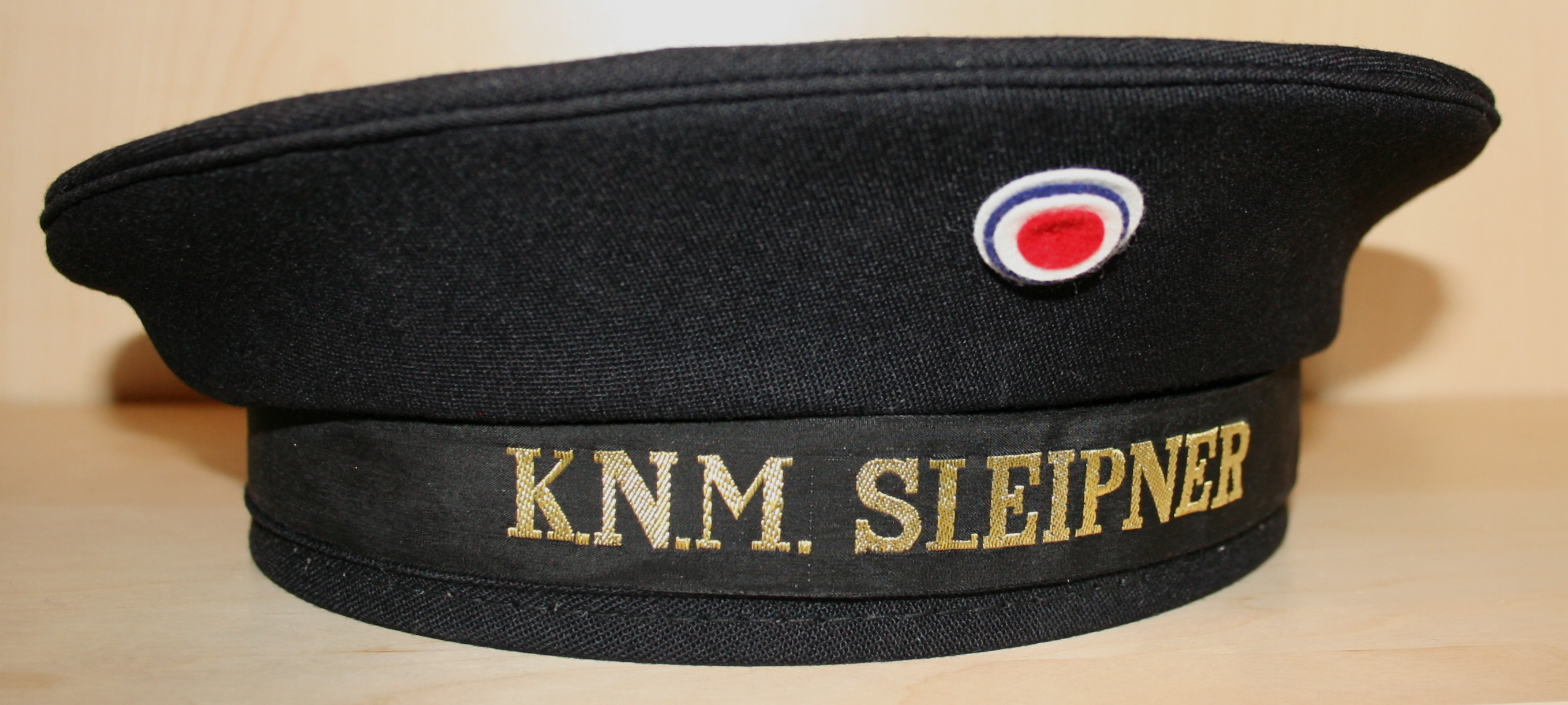
Бескозырка (Королевский флот Норвегии)

Для своего времени бескозырка — достаточно прогрессивный форменный головной убор, и по этой причине бескозырки были введены на многих флотах (с теми или иными изменениями) в качестве форменного головного убора для матросов. Однако Вторая мировая война показала непрактичность повседневного ношения бескозырки (так же, как и фуражки) — налицо её маркость, неудобство ношения и полное отсутствие защитных (от солнечного света и т. п.) функций. Поэтому в военно-морском флоте поэтапно стали внедряться иные, более приспособленные головные уборы — береты, пилотки, шлемы, кепи, а в целом ряде случаев матросы работают вообще без головных уборов. 
Бескозырка остаётся большей частью символом ВМФ и носится моряками в строю, в нарядах или в торжественных случаях.

## Основные детали бескозырки
- околыш
- тулья
- выпушка
- лента на матросской бескозырке
- белый — летний или парадный — чехол
- кокарда (в некоторых армиях и родах войск видов вооружённых сил и спецвойсках)

## Современнаябескозыркаматроса
Приказом от 1921 г. была утверждена бескозырка для матросов российского (позже советского) ВМФ. С того времени бескозырка практически не изменялась. Изначально на ленту бескозырки наносилось название корабля или флотского экипажа, где служил матрос. В советское время (с 1949 г.) по соображениям секретности названия кораблей заменили на названия флотов (без указания слов «Краснознамённый» или «дважды Краснознамённый») или на надпись «Военно-морской флот» (для подразделений ВМФ, не входящих в состав флотов), позже (в 1980-х гг.) на ленту наносилась общая надпись «Военно-морской флот». Кроме того, исключение было сделано для крейсера «Аврора» и названий военно-морских училищ и Военно-медицинской академии. Морские части пограничных войск КГБ СССР имели свою надпись (например, «Морчасти погранвойск КГБ СССР»). В 1995 году приказом министра внутренних дел РФ для военнослужащих морских воинских частей (подразделений) была введена лента флотская с надписью "мор.части внутр.войск". Бескозырки носили военнослужащие, проходящие срочную службу в ВМФ и носящие флотскую форму одежды ( матросы и сержанты морской пехоты при парадной форме одежды), а также курсанты 1—3 курсов военно-морских вузов. В настоящее время традиция указания на ленте названия корабля возвращается.

## Бескозыркав филателии
Бескозырка как элемент формы одежды изображена на почтовых марках СССР, выходивших в сериях, посвящённых Вооружённым Силам СССР (РККА, Советская Армия).
Ниже представлены марки из юбилейных выпусков:

Серии почтовых марок
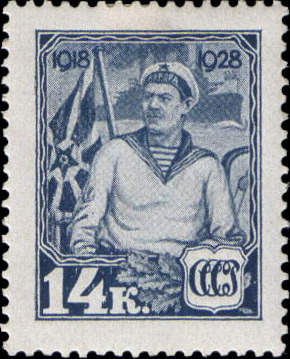
10 лет РККА (1928): Краснофлотец с крейсера "Аврора"
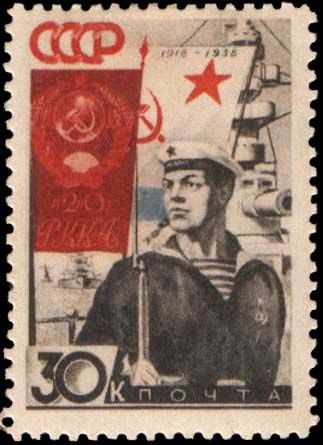
20 лет РККА (1938): Краснофлотец с линкора "Марат"
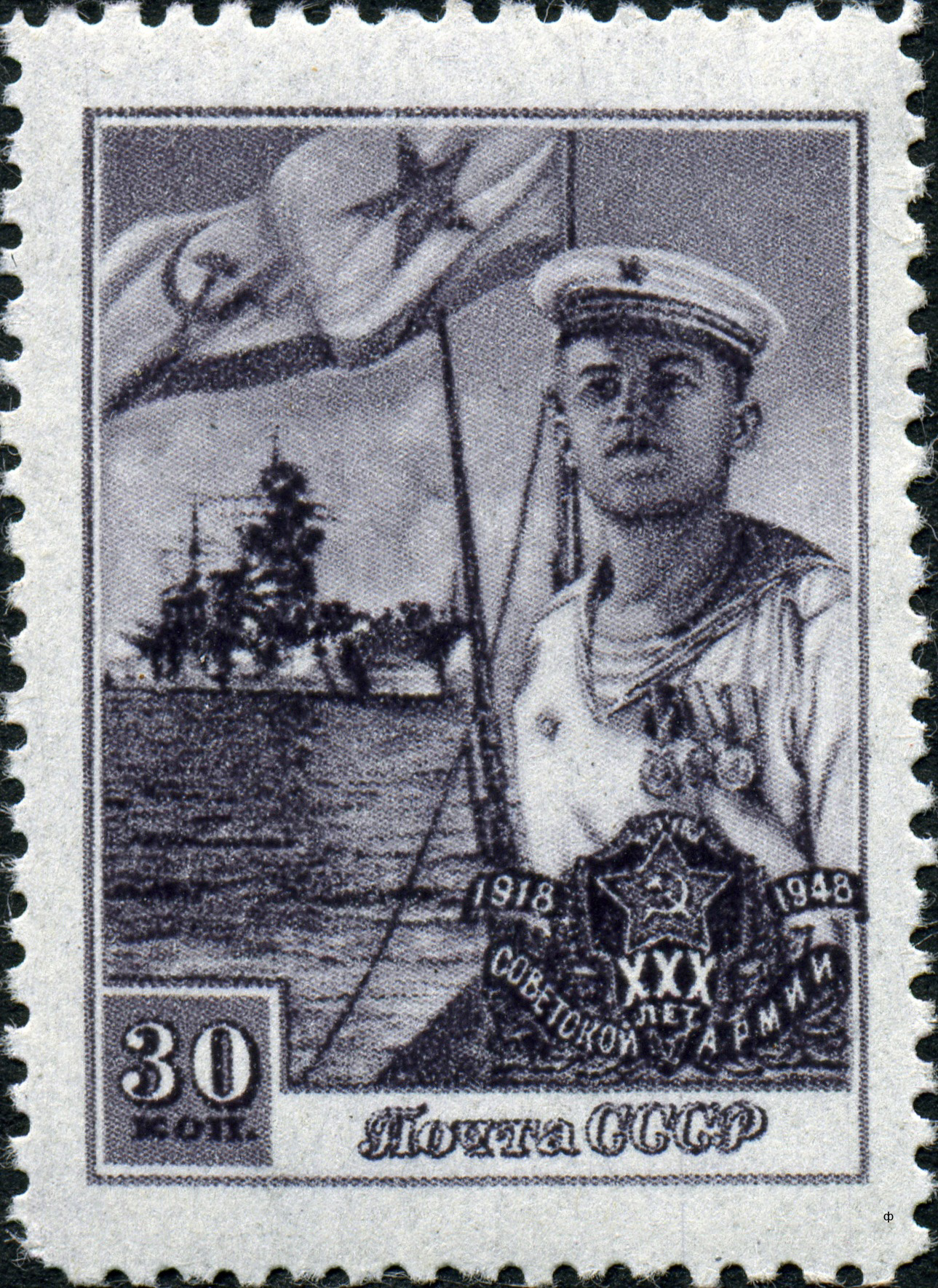
30 лет Советской Армии (1948)
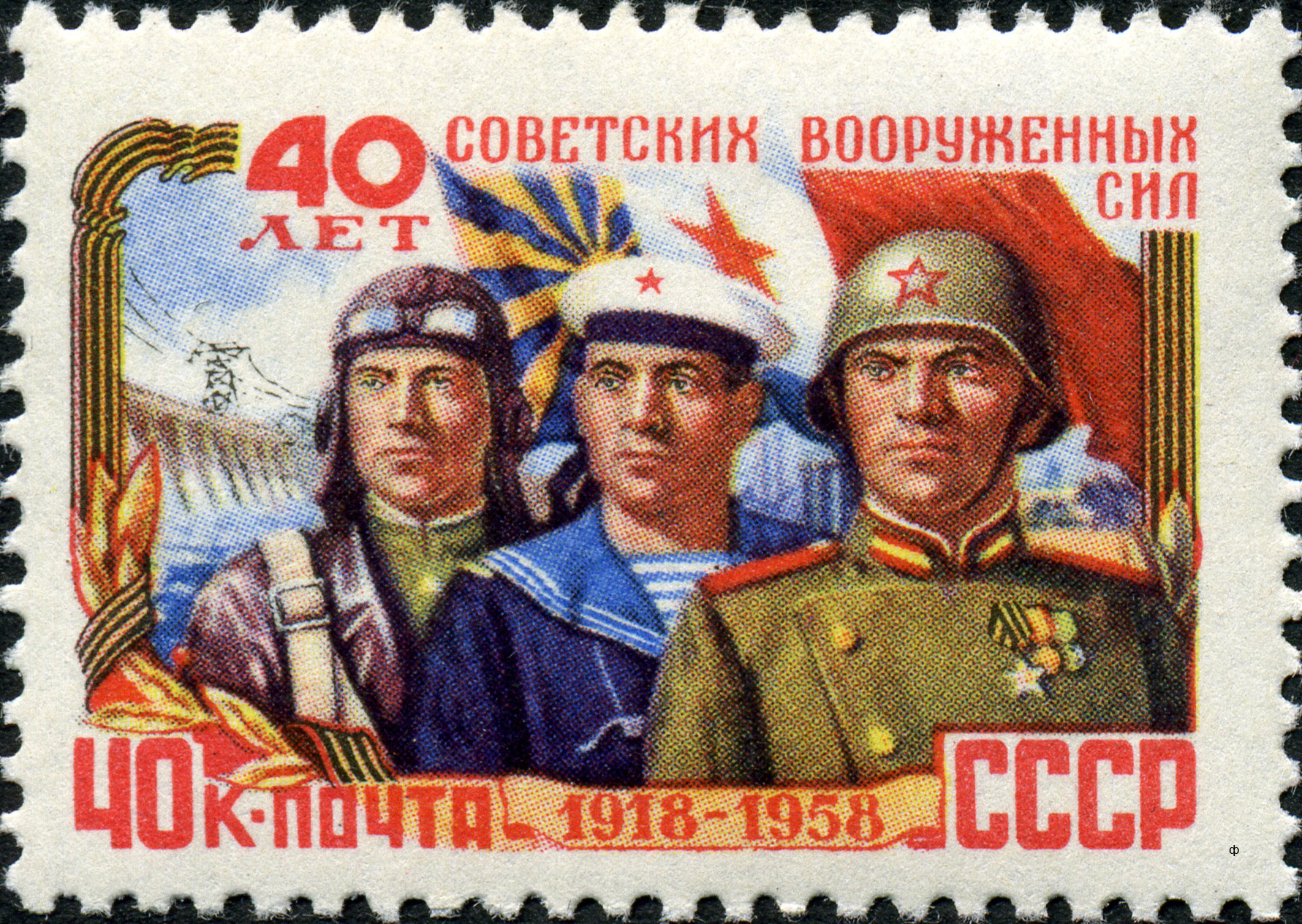
40 лет Советских Вооружённых Сил (1958)